# Menura
Menura Latham, 1802 è un genere di uccelli canori, unico genere della famiglia Menuridae.
Alla famiglia sono ascritte attualmente due specie (più una estinta), conosciute col nome comune collettivo di uccelli lira: si tratta di uccelli di dimensioni ragguardevoli (per essere dei parenti prossimi dei comuni passeri), assai conosciuti in tutto il mondo grazie alle spettacolari piume caudali del maschio, che in virtù della loro foggia danno il nome comune alle specie di questo genere.

## Distribuzione e habitat
Gli uccelli lira sono endemici dell'Australia, dove sono abbastanza comuni nelle aree di foresta pluviale della parte orientale dell'isola: durante il XIX secolo, l'uccello lira comune è stato introdotto anche in Tasmania, dove si è radicato stabilmente.

## Descrizione
Misurano sino a quasi un metro di lunghezza, valore questo che li rende (assieme ai grossi corvidi Corvus crassirostris e Corvus corax) fra i rappresentanti più grandi dei passeriformi.
La caratteristica principale di questi uccelli, somiglianti a grossi merli grigiastri, sono le lunghissime piume caudali, appannaggio esclusivo dei maschi, che se ne servono durante il corteggiamento per attrarre il maggior numero di femmine possibile, dispiegandole in avanti a foggia, per l'appunto, di una lira.

## Biologia
Gli uccelli lira sono animali piuttosto schivi ed anche nelle aree in cui sono comuni è abbastanza difficile riuscire ad avvistarli. Si muovono camminando velocemente nel sottobosco, volando piuttosto goffamente e solo per brevi distanze: preferiscono infatti fuggire correndo dal pericolo, cercando rifugio nelle tane di altri animali (solitamente vombati).
Si nutrono principalmente di insetti ed altri invertebrati che trovano razzolando sul terreno: occasionalmente mangiano anche semi e frutti.
Un'altra caratteristica assai nota degli uccelli lira è la loro capacità di imitare alla perfezione i più svariati suoni: di questa dote si servono soprattutto i maschi durante le parate nuziali volte a conquistare le femmine (anch'esse ottime imitatrici), quando si esibiscono in vere e proprie fantasie  di suoni della più varia entità. Negli anni trenta un uccello lira di nome James, esibendosi per tre quarti d'ora davanti a un pubblico umano allo scopo di "attrarre" una donna australiana (che esso doveva evidentemente aver scelto come sua partner), diede prova di saper imitare perfettamente, fra gli altri, il verso del kookaburra e di innumerevoli altri uccelli dell'interno  australiano, oltre che di vari attrezzi meccanici.

La ragione di questa grande capacità vocale è da ricercarsi nella complessa struttura della siringe, che negli uccelli lira è molto muscolosa e consente loro un repertorio vocale praticamente illimitato, che va dal suono di una motosega allo schiamazzare di un branco di animali, all'esecuzione completa di arie per flauto alle esplosioni, spesso emettendo contemporaneamente suoni di due toni differenti.

## Tassonomia
La posizione tassonomica di questo genere è stata in passato fonte di dibattito fra gli studiosi: inizialmente classificati fra i Galliformi in virtù della loro somiglianza con le pernici ed i fagiani, vennero in seguito spostati in una propria famiglia (i Menuridae) sempre nell'ambito di questo ordine, e solo molto tempo dopo furono spostati nelle file dei Passeriformi.

I parenti più prossimi degli uccelli lira sono gli uccelli dei cespugli australiani della famiglia Atrichornitidae, da alcuni autori classificati come Menuridae: ancora da dimostrare in maniera convincente è invece la stretta parentela supposta di questi uccelli con gli uccelli giardinieri della famiglia Ptilonorhynchidae, coi quali condividono la superfamiglia Menuroidea.
Al genere vengono ascritte due specie viventi ed una estinta:
- Menura alberti - uccello lira del Principe Alberto
- Menura novaehollandiae - uccello lira comune o propriamente detto
- Menura tyawanoides †